# Furfural
Furfural är en aromatisk aldehyd med formeln C4H3OCHO. I rumstemperatur är det en oljeartad, färglös eller svagt gulaktig vätska; doften liknar mandel. Ämnet förekommer i rå träättika och i finkelolja.

## Egenskaper
När furfural hettas upp över 250 °C sönderfaller den i furan och kolmonoxid. Om upphettningen sker i en sur miljö stelnar furfural till en hård harts.

## Historia
Furfural upptäcktes år 1832 av den tyske kemisten Johann Wolfgang Döbereiner som utvann en liten mängd som biprodukt vid tillverkning av myrsyra. Han tillverkade myrsyra genom destillation av döda myror som antagligen innehöll växtdelar. 1840 fastställde den skotske kemisten John Stenhouse den empiriska formeln till C5H4O2. Han upptäckte också att furfural kunde utvinnas ur en mängd olika växter som majs, havre, kli och sågspån. Det var den tyske kemisten Carl Harries som 1901 fastställde molekylens struktur.

## Framställning
Furfural tillverkas av polysackarider, speciellt pentosinnehållande sådana, som finns i många växter. När polysackarid hettas upp tillsammans med svavelsyra bildas xylos (C5H6O(OH)4) som av värmen dehydreras till furfural.
{\displaystyle {\rm {C_{5}H_{6}O(OH)_{4}\rightarrow C_{4}H_{3}OCHO+3\ H_{2}O}}}

## Användning
- Furfural används som lösningsmedel inom petrokemin för att separera diener från andra kolväten.
- Furfural och furfurylalkohol används, antingen som de är eller utblandade med fenol eller aceton, för att tillverka konstharts som används i glasfiberarmerad plast.
- Med ättiksyrat anilin ger den en intensiv, röd färg, vilket kan användas som reagens på pentoser.
- Furfural kan användas inom sprängämnesindustrin som acetonersättning, som lösningsmedel för acetylcellulosa m m.[1]